# Радоловка (Приморский район)
Радоловка (укр. Радолівка) — село,
Гюневский сельский совет(с 2020 года Коларовская ОТГ),
Приморский район,
Запорожская область,
Украина.
Код КОАТУУ — 2324880802. Население по переписи 2001 года составляло 407 человек.

## Географическое положение
Село Радоловка находится у истоком реки Сосикулак,
на расстоянии в 4 км от села Гюневка.

## История
- 1862 год — дата основания.

Село основано переселенцами с Болгарии и названо в честь человека с фамилией Радулов.